# Cyathea demissa
Cyathea demissa är en ormbunkeart som först beskrevs av Conrad Vernon Morton, och fick sitt nu gällande namn av Alan Reid Smith och David Bruce Lellinger. Cyathea demissa ingår i släktet Cyathea och familjen Cyatheaceae. Inga underarter finns listade.